# Eta Tyrmand
Eta Moiseyevna Tyrmand (russe : Эта Моисеевна Тырманд ; 23 février 1917 - 29 avril 2008) est une compositrice biélorusse.

## Biographie
Eta Tyrmand nait à Varsovie le 23 février 1917,,. Elle sort diplômée du Conservatoire de Varsovie en interprétation chorale en 1938 et de l'Académie d'État de musique de Biélorussie en piano classique et composition en 1952,. Elle a étudié la composition avec Anatoli Bogatirev de 1941 à 1947.
Elle habite Minsk en 1939 et pendant la Seconde Guerre mondiale elle vit à Frounzé. 
Elle a enseigné pendant près de quarante ans à l'Académie d'État de musique de Biélorussie où elle a formé plusieurs générations de musiciens,,.
Elle meurt le 29 avril 2008 à Minsk,,.

## Œuvres
En tant que compositrice Tyrmand travaille principalement sur la musique de chambre et chorale. Elle a composé des sonates pour piano, des œuvres pour violon et alto, des miniatures instrumentales, des pièces chorales et des cycles de chansons sur des textes de Maksim Bahdanovič (1891-1917), Federico García Lorca (1898-1936), entre autres,.
- Cinq préludes (1948)
- Variations (1950)
- Variations sur un thème folklorique biélorusse (1951)
- Concerto pour piano n°1 (1952)
- Suite « Scènes de vie des enfants » (1953)
- Sonatine (1954)
- Concerto pour piano n°2 (1956)
- Suite des pionniers n°1 (1962)
- Toccata (1962)
- Suite n°2 (1963)
- Études-Tableaux en deux livres (1971–72)
- Suite n°3 « Four Moods» (1973)
- Suite n°4 (1975) [5]